# Puerto Rico en los Juegos Olímpicos de Nagano 1998
Puerto Rico estuvo representado en los Juegos Olímpicos de Nagano 1998 por seis deportistas masculinos que compitieron en dos deportes.
El portador de la bandera en la ceremonia de apertura fue el piloto de bobsleigh José Ferrer. El equipo olímpico puertorriqueño no obtuvo ninguna medalla en estos Juegos.